# Alejandro de Sajonia-Gessaphe
Alejandro Príncipe de Sajonia, Margrave de Meissen (n. el 12 de febrero de 1953), es un príncipe alemán (bisnieto del rey Federico Augusto III de Sajonia), actual pretendiente al desaparecido trono del Reino de Sajonia y jefe disputado de la Casa de Wettin.

## Años de juventud y Carrera
Nació en la ciudad de Múnich, Baviera, Alemania Occidental, siendo el mayor de los tres hijos de la princesa María Ana de Sajonia y de su esposo, Roberto Afif, Príncipe de Gessaphe. En la década de 1950 parte de la familia real se instaló en Ciudad de México para huir del régimen soviético instaurado en la República Democrática Alemana. Alejandro creció y pasó la mayor parte de su vida viviendo en México. Fue educado por los jesuitas en el Instituto Patria de la Ciudad de México y posteriormente en el internado de esta orden en la Selva Negra en Alemania, Kolleg St. Blasien. Estudio administración de empresas en la Universidad de Munich. A la muerte de su padre Roberto, regresa a México para encargarse de los negocios de la familia.
En mayo de 1997 su tío materno, María Emanuel de Sajonia, margrave de Meissen, al no tener descendientes, adoptó a Alejandro, y lo declaró su heredero de los derechos dinásticos al trono de Sajonia y jefe de la Casa de Wettin después de su muerte. En ese mismo año se mudó con toda su familia a Dresde. Dos años más tarde lo adoptó legalmente y le otorgó el apellido de "Prinz von Sachsen Herzog zu Sachsen" (Príncipe de Sajonia Duque de Sajonia), extensible automáticamente a su esposa e hijos. En la primavera de 1997 se anunció que los últimos miembros masculinos de la Casa de Wettin dieron su aprobación a la designación de Alejandro como heredero dinástico, debido a que ninguno de ellos contaba con descendientes de matrimonios válidos dinásticamente, es decir, que no fueran nacidos de matrimonios morganáticos. Este acuerdo familiar consta debidamente firmado ante notario por todas las partes involucradas, incluyendo a todos los hermanos del Margrave María Emanuel. 
Aunque esta decisión fue rechazada más tarde por un primo lejano de Alejandro, el príncipe Rüdiger de Sajonia, quién se proclamó margrave de Meissen y jefe de la Casa de Wettin, iniciando así una disputa que cesó a la muerte de éste.
En febrero de 2003 Alejandro comenzó a trabajar atrayendo inversores globales hacia Sajonia, y también trabajo de asesor de Georg Milbradt Ministro-Presidente del Estado Libre de Sajonia (2002-2008). Durante 10 años fue, con sede en Dresde, cónsul honorario del Reino de España para la región de Sajonia y Turingia. En 2010 abandonó Alemania para retomar su vida en América, vivió un año en Buenos Aires, Argentina, promoviendo para toda América Latina la tecnología fotovoltaica alemana. En 2012 concedió un controvertido reportaje donde criticaba lo que él apreció como ingratitud hacia la solidaridad mostrada por Alemania Occidental y falta de amabilidad, gentileza y etiqueta de parte del pueblo de la ex Alemania del Este (que incluye Sajonia). En la década de 2010 volvió a la Ciudad de México, lugar donde reside actualmente y lidera su empresa de logística internacional.

## Matrimonio y descendencia
El príncipe Alejandro contrajo matrimonio en 1987 con la princesa Gisela de Baviera (bisnieta del rey Luis III de Baviera), hija del príncipe Rasso de Baviera y de la archiduquesa Teresa de Austria-Toscana. Primero civilmente en la Ciudad de México el 3 de abril de 1987 y más tarde por la Iglesia en la abadía benedictina de Andechs en Baviera, el 29 de agosto del mismo año. Juntos son padres de cuatro hijos:
- Jorge-Felipe Antonio, príncipe de Sajonia, duque de Sajonia (n. en México, D. F. el 24 de mayo de 1988)
- Mauricio-Gabriel Príncipe de Sajonia, duque de Sajonia (n. en México, D. F. el 14 de septiembre de 1989)
- Pablo Clemente Príncipe de Sajonia, duque de Sajonia (n. en México, D. F. el 23 de marzo de 1993)
- María Teresita Anna Louise Caroline Lucardis Princesa de Sajonia, duquesa de Sajonia (n. en Dresde el 7 de julio de 1999). Contrajo matrimonio civil el 27 de mayo de 2023 con el conde Béryl de Saporta (n.  en París el 13 de mayo de 1999), descendiente de Gaston, Marqués de Saporta.

Su matrimonio con la princesa Gisela de Baviera aumentó su potencial dinástico a los ojos de su tío materno el entonces margrave Maria Emanuel, quien no contaba con descendencia.

## Casa Real de Sajonia
La jefatura de la Casa Real de Sajonia es cuestión de un desacuerdo dentro de la Familia Real Sajona. El conflicto deriva del hecho de que el último e indisputado jefe de la familia, María Emanuel de Sajonia, margrave de Meissen y los otros príncipes de su generación o bien no tuvieron hijos (tal es el caso del mismo Margrave y de su hermano menor el príncipe Alberto José) o, como en caso del príncipe Timo, tuvieron hijos (entre ellos al príncipe Rüdiger de Sajonia) que fueron considerados no miembros de la Casa Real de Sajonia (por ser fruto de matrimonios morganáticos).
El príncipe María Emanuel como cabeza de la familia real de Sajonia, en 1989, a la caída del muro de hierro que dividía a Alemania, se sintió motivado a regresar a la patria ancestral para retomar la posición social en la capital de Sajonia. Adicionalmente la familia tenía importantes reclamos por el patrimonio, que constaba de castillos, bosques y muchas obras de arte todo confiscado por las fuerzas soviéticas después de la II Guerra mundial y los gobiernos comunistas de la RDA. Adicionalmente, el gobierno democrático y la prensa querían saber quién sería la futura cabeza de la casa real y si ésta se establecería de vuelta en Dresden. Para María Emanuel la condición más importante para el posible candidato es que cumpliera con la regla básica de contraer matrimonio con una princesa real (égal de naissance). Razón por la cual presentó a los miembros de la familia a su sobrino mayor Alejandro, hijo de su hermana Maria Anna, como candidato a sucederlo. Este encuentro fue organizado en la ciudad de Dresden durante la fiesta de Pentecostés del año 1997, por ser la fiesta de la iluminación de los apóstoles por el Espíritu Santo. La propuesta de Alejandro fue aceptada por toda la asamblea, a la cual por primera vez también fueron invitadas las mujeres de la familia. 
La familia de Alejandro se mudó a vivir en Sajonia al año siguiente, como fue acordado con la familia.
Al no tener herederos, María Emanuel consideró como potencial heredero a uno de sus sobrinos, Alejandro de Sachsen-Gessaphe, hijo mayor de la princesa Maria Anna de Sajonia y de su marido Roberto Afif-Gessaphe, a pesar de que el matrimonio Afif-Gessaphe y Sajonia era contrario a las leyes tradicionales de la Casa de Sajonia que requieren matrimonio entre iguales como condición para que los descendientes hereden derechos dinásticos. El padre de la princesa Maria Anna de Sajonia, el Príncipe Federico Cristián, como cabeza de la familia real, reconoció el matrimonio de su hija como coincidente con las reglas de la familia. Razón por la cual otorgó a la familia de su hija el nombre y título de príncipes de Sajonia-Gessaphe.
El 14 de mayo de 1997 el margrave de Meissen propuso a su sobrino Alejandro como heredero y redactó un documento que fue firmado ante notario por los otros miembros tanto masculinos como femeninos de la Casa Real (incluyendo a previamente no dinásticas esposas de príncipes) donde se establece que Alejandro lo sucederá a su muerte. El documento fue firmado por: Anastasia, margravina de Meissen; el príncipe Alberto José y su esposa -de soltera: Elmira Henke-; el príncipe Dedo (por sí mismo, por su hermano el príncipe Gero y por su madrastra -de soltera: Virginia Dulon-; su otro hermano el príncipe Timo había fallecido en 1982), las princesas María Josefa, Ana y Matilde; y la tercera esposa del príncipe Timo, -de soltera: Erina Eilts-. Dos años después el 1 de julio de 1999 el margrave adoptó a su sobrino Alejandro.
El acuerdo de 1997 probó ser controversial y en el verano de 2002 tres de los firmantes: el príncipe Alberto José, el príncipe Dedo y el príncipe Gero (este último consintió por vía de un poderhabiente, pero no había firmado personalmente el documento) se retractaron de su apoyo al acuerdo. Al año siguiente el príncipe Alberto José escribió que sería a través del príncipe Rüdiger y sus hijos que la línea directa de la rama Albertina de la Casa de Wettin continuaría y de este modo evitaría la extinción. Hasta su muerte, no obstante, el Margrave María Emanuel, como cabeza de la desposeída dinastía, siguió considerando a su sobrino e hijo adoptivo, el príncipe Alejandro, como el heredero contractual con derecho a sucederlo.
Inmediatamente después de la muerte de María Emanuel en julio de 2012, el príncipe Alejandro, citando el acuerdo familiar de 1997, asumió automáticamente la jefatura de la Casa Real de Sajonia. Por su parte, el príncipe Alberto José asumió también, unilateralmente, la posición de jefe de la Casa. De acuerdo a Eurohistory Journal antes del funeral del margrave, se dijo que el príncipe Alberto José se reunió con su sobrino Alejandro y lo reconoció como el jefe de la familia, sin embargo, tal aseveración fue contradicha por el mismo Alberto en su entrevista final, dada después del funeral de su hermano.  Alberto José murió en un hospital de Múnich el 6 de octubre de 2012 a la edad de 77 años.
Antes del réquiem por el margrave María Emanuel, Rüdiger, que había intentado, infructuosamente, ser reconocido por su difunto tío como un miembro dinástico de la Casa de Sajonia, condujo una manifestación de realistas sajones en las afueras de la catedral de Dresden, en protesta contra la decisión de María Emanuel de designar a Alejandro como heredero. El sitio web familiar del príncipe Rüdiger establece que, previo a su muerte, Alberto José determinó que Rüdiger sería su sucesor e instituyó un claro plan de sucesión. Sobre esta base, tras la muerte de Alberto José, el príncipe Rüdiger pretendió asumir la jefatura de la Casa, habiendo declarado: "No vamos a aceptar al príncipe Alejandro como jefe de la casa".
En la actualidad, a pesar del problema familiar antes mencionado, el Príncipe Alejandro es ampliamente reconocido como el legítimo Margrave de Meissen, tanto por el Gobierno del Estado Libre de Sajonia, como por las casas reinantes europeas y por los jefes de las antiguas dinastías alemanas (podemos citar las casas de Austria, de Prusia/Alemania, de Baviera, etc.). También es reconocido por la Santa Sede e inclusive ha sido recibido en audiencia privada con toda su familia por S.S. el Papa Francisco en el Vaticano el 28 de mayo de 2015, con su carácter formal de Margrave de Meissen. También, en su calidad de Margrave de Meissen, preside desde 2010 la Orden de San Enrique (Sankt Heinrichsorden) como presidente y cabeza, nombrado por su tío y padre adoptivo Maria Emanuel. También es caballero de la versión austriaca de la Orden del Vellocino de Oro (Goldenes Vlies), otorgada por el Jefe de la Casa Imperial de Austria, el archiduque Carlos.

## Distinciones honoríficas
- Caballero Gran Collar de la Orden del Águila de Georgia y la Túnica Sin Costuras de Nuestro Señor Jesucristo (Casa de Bragation).[3]
- Caballero de la Orden del Vellocino de Oro (Goldenes Vlies), en la versión de la Casa de Austria.

## Ancestros
| \| \| \| \| \| \| \| \| \| \| \| \| \| \| \| \| \| \| \| \| 16. Jorge Afif \| \| \| \| \| \| \| \| \| \| \| \| \| \| \| \| \| \| \| \| \| \| \| \| \| \| \| \| \| \| \| \| \| \| \| \| \| \| \| \| \| \| \| \| \| \| \| \| \| \| \| \| \| \| 8. Selim Afif \| \| \| \| \| \| \| \| \| \| \| \| \| \| \| \| \| \| \| \| \| \| \| \| \| \| \| \| \| \| \| \| \| \| \| \| \| \| \| \| \| \| \| \| \| \| \| \| \| \| \| \| \| \| 4. Alejandro Afif \| \| \| \| \| \| \| \| \| \| \| \| \| \| \| \| \| \| \| \| \| \| \| \| \| \| \| \| \| \| \| \| \| \| \| \| \| \| \| \| \| \| \| \| \| \| \| \| \| \| \| \| \| \| 2. Roberto Afif \| \| \| \| \| \| \| \| \| \| \| \| \| \| \| \| \| \| \| \| \| \| \| \| \| \| \| \| \| \| \| \| \| \| \| \| \| \| \| \| \| \| \| \| \| \| \| \| \| \| \| \| \| \| 10. Ibrahim Atthyé \| \| \| \| \| \| \| \| \| \| \| \| \| \| \| \| \| \| \| \| \| \| \| \| \| \| \| \| \| \| \| \| \| \| \| \| \| \| \| \| \| \| \| \| \| \| \| \| \| \| \| \| \| \| 5. María Matilde Atthyé \| \| \| \| \| \| \| \| \| \| \| \| \| \| \| \| \| \| \| \| \| \| \| \| \| \| \| \| \| \| \| \| \| \| \| \| \| \| \| \| \| \| \| \| \| \| \| \| \| \| \| \| \| \| 11. Matilde Khoury \| \| \| \| \| \| \| \| \| \| \| \| \| \| \| \| \| \| \| \| \| \| \| \| \| \| \| \| \| \| \| \| \| \| \| \| \| \| \| \| \| \| \| \| \| \| \| \| \| \| \| \| \| \| 1. Príncipe Alejandro de Sajonia, margrave de Meissen \| \| \| \| \| \| \| \| \| \| \| \| \| \| \| \| \| \| \| \| \| \| \| \| \| \| \| \| \| \| \| \| \| \| \| \| \| \| \| \| \| \| \| \| \| \| \| \| \| \| \| \| \| \| 24. Jorge I, rey de Sajonia \| \| \| \| \| \| \| \| \| \| \| \| \| \| \| \| \| \| \| \| \| \| \| \| \| \| \| \| \| \| \| \| \| \| \| \| \| \| \| \| \| \| \| \| \| \| \| \| \| \| \| \| \| \| 12. Federico Augusto III, rey de Sajonia \| \| \| \| \| \| \| \| \| \| \| \| \| \| \| \| \| \| \| \| \| \| \| \| \| \| \| \| \| \| \| \| \| \| \| \| \| \| \| \| \| \| \| \| \| \| \| \| \| \| \| \| \| \| 25. Infanta María Ana de Portugal \| \| \| \| \| \| \| \| \| \| \| \| \| \| \| \| \| \| \| \| \| \| \| \| \| \| \| \| \| \| \| \| \| \| \| \| \| \| \| \| \| \| \| \| \| \| \| \| \| \| \| \| \| \| 6. Príncipe Federico Cristián, duque de Sajonia \| \| \| \| \| \| \| \| \| \| \| \| \| \| \| \| \| \| \| \| \| \| \| \| \| \| \| \| \| \| \| \| \| \| \| \| \| \| \| \| \| \| \| \| \| \| \| \| \| \| \| \| \| \| 26. Fernando IV, gran duque de Toscana \| \| \| \| \| \| \| \| \| \| \| \| \| \| \| \| \| \| \| \| \| \| \| \| \| \| \| \| \| \| \| \| \| \| \| \| \| \| \| \| \| \| \| \| \| \| \| \| \| \| \| \| \| \| 13. Archiduquesa Luisa de Austria-Toscana \| \| \| \| \| \| \| \| \| \| \| \| \| \| \| \| \| \| \| \| \| \| \| \| \| \| \| \| \| \| \| \| \| \| \| \| \| \| \| \| \| \| \| \| \| \| \| \| \| \| \| \| \| \| 27. Princesa Alicia de Parma \| \| \| \| \| \| \| \| \| \| \| \| \| \| \| \| \| \| \| \| \| \| \| \| \| \| \| \| \| \| \| \| \| \| \| \| \| \| \| \| \| \| \| \| \| \| \| \| \| \| \| \| \| \| 3. Princesa Ana de Sajonia \| \| \| \| \| \| \| \| \| \| \| \| \| \| \| \| \| \| \| \| \| \| \| \| \| \| \| \| \| \| \| \| \| \| \| \| \| \| \| \| \| \| \| \| \| \| \| \| \| \| \| \| \| \| 28. Maximiliano, príncipe heredero de Thurn und Taxis \| \| \| \| \| \| \| \| \| \| \| \| \| \| \| \| \| \| \| \| \| \| \| \| \| \| \| \| \| \| \| \| \| \| \| \| \| \| \| \| \| \| \| \| \| \| \| \| \| \| \| \| \| \| 14. Alberto María, VIII príncipe de Thurn y Taxis \| \| \| \| \| \| \| \| \| \| \| \| \| \| \| \| \| \| \| \| \| \| \| \| \| \| \| \| \| \| \| \| \| \| \| \| \| \| \| \| \| \| \| \| \| \| \| \| \| \| \| \| \| \| 29. Duquesa Elena de Baviera \| \| \| \| \| \| \| \| \| \| \| \| \| \| \| \| \| \| \| \| \| \| \| \| \| \| \| \| \| \| \| \| \| \| \| \| \| \| \| \| \| \| \| \| \| \| \| \| \| \| \| \| \| \| 7. Princesa Isabel Elena de Thurn und Taxis \| \| \| \| \| \| \| \| \| \| \| \| \| \| \| \| \| \| \| \| \| \| \| \| \| \| \| \| \| \| \| \| \| \| \| \| \| \| \| \| \| \| \| \| \| \| \| \| \| \| \| \| \| \| 30. Archiduque José Carlos de Austria \| \| \| \| \| \| \| \| \| \| \| \| \| \| \| \| \| \| \| \| \| \| \| \| \| \| \| \| \| \| \| \| \| \| \| \| \| \| \| \| \| \| \| \| \| \| \| \| \| \| \| \| \| \| 15. Archiduquesa Margarita Clementina de Austria \| \| \| \| \| \| \| \| \| \| \| \| \| \| \| \| \| \| \| \| \| \| \| \| \| \| \| \| \| \| \| \| \| \| \| \| \| \| \| \| \| \| \| \| \| \| \| \| \| \| \| \| \| \| 31. Princesa Clotilde de Sajonia-Coburgo-Gotha \| \| \| \| \| \| \| \| \| \| \| \| \| \| \| \| \| \| \| \| \| \| \| \| \| \| \| \| \| \| \| \| \| \| \| \| \| \| \| \| \| \| \| \| \| \| \| \| \| \| \| \| |                                                       |  |  |  |  |  |  |  |  |  |  |  |  |  |  |  |
| |                                                       |  |  |  |  |  |  |  |  |  |  |  |  |  |  |  |
| | 16. Jorge Afif                                        |  |  |  |  |  |  |  |  |  |  |  |  |  |  |  |
| |                                                       |  |  |  |  |  |  |  |  |  |  |  |  |  |  |  |
| |                                                       |  |  |  |  |  |  |  |  |  |  |  |  |  |  |  |
| | 8. Selim Afif                                         |  |  |  |  |  |  |  |  |  |  |  |  |  |  |  |
| |                                                       |  |  |  |  |  |  |  |  |  |  |  |  |  |  |  |
| |                                                       |  |  |  |  |  |  |  |  |  |  |  |  |  |  |  |
| | 4. Alejandro Afif                                     |  |  |  |  |  |  |  |  |  |  |  |  |  |  |  |
| |                                                       |  |  |  |  |  |  |  |  |  |  |  |  |  |  |  |
| |                                                       |  |  |  |  |  |  |  |  |  |  |  |  |  |  |  |
| | 2. Roberto Afif                                       |  |  |  |  |  |  |  |  |  |  |  |  |  |  |  |
| |                                                       |  |  |  |  |  |  |  |  |  |  |  |  |  |  |  |
| |                                                       |  |  |  |  |  |  |  |  |  |  |  |  |  |  |  |
| | 10. Ibrahim Atthyé                                    |  |  |  |  |  |  |  |  |  |  |  |  |  |  |  |
| |                                                       |  |  |  |  |  |  |  |  |  |  |  |  |  |  |  |
| |                                                       |  |  |  |  |  |  |  |  |  |  |  |  |  |  |  |
| | 5. María Matilde Atthyé                               |  |  |  |  |  |  |  |  |  |  |  |  |  |  |  |
| |                                                       |  |  |  |  |  |  |  |  |  |  |  |  |  |  |  |
| |                                                       |  |  |  |  |  |  |  |  |  |  |  |  |  |  |  |
| | 11. Matilde Khoury                                    |  |  |  |  |  |  |  |  |  |  |  |  |  |  |  |
| |                                                       |  |  |  |  |  |  |  |  |  |  |  |  |  |  |  |
| |                                                       |  |  |  |  |  |  |  |  |  |  |  |  |  |  |  |
| | 1. Príncipe Alejandro de Sajonia, margrave de Meissen |  |  |  |  |  |  |  |  |  |  |  |  |  |  |  |
| |                                                       |  |  |  |  |  |  |  |  |  |  |  |  |  |  |  |
| |                                                       |  |  |  |  |  |  |  |  |  |  |  |  |  |  |  |
| | 24. Jorge I, rey de Sajonia                           |  |  |  |  |  |  |  |  |  |  |  |  |  |  |  |
| |                                                       |  |  |  |  |  |  |  |  |  |  |  |  |  |  |  |
| |                                                       |  |  |  |  |  |  |  |  |  |  |  |  |  |  |  |
| | 12. Federico Augusto III, rey de Sajonia              |  |  |  |  |  |  |  |  |  |  |  |  |  |  |  |
| |                                                       |  |  |  |  |  |  |  |  |  |  |  |  |  |  |  |
| |                                                       |  |  |  |  |  |  |  |  |  |  |  |  |  |  |  |
| | 25. Infanta María Ana de Portugal                     |  |  |  |  |  |  |  |  |  |  |  |  |  |  |  |
| |                                                       |  |  |  |  |  |  |  |  |  |  |  |  |  |  |  |
| |                                                       |  |  |  |  |  |  |  |  |  |  |  |  |  |  |  |
| | 6. Príncipe Federico Cristián, duque de Sajonia       |  |  |  |  |  |  |  |  |  |  |  |  |  |  |  |
| |                                                       |  |  |  |  |  |  |  |  |  |  |  |  |  |  |  |
| |                                                       |  |  |  |  |  |  |  |  |  |  |  |  |  |  |  |
| | 26. Fernando IV, gran duque de Toscana                |  |  |  |  |  |  |  |  |  |  |  |  |  |  |  |
| |                                                       |  |  |  |  |  |  |  |  |  |  |  |  |  |  |  |
| |                                                       |  |  |  |  |  |  |  |  |  |  |  |  |  |  |  |
| | 13. Archiduquesa Luisa de Austria-Toscana             |  |  |  |  |  |  |  |  |  |  |  |  |  |  |  |
| |                                                       |  |  |  |  |  |  |  |  |  |  |  |  |  |  |  |
| |                                                       |  |  |  |  |  |  |  |  |  |  |  |  |  |  |  |
| | 27. Princesa Alicia de Parma                          |  |  |  |  |  |  |  |  |  |  |  |  |  |  |  |
| |                                                       |  |  |  |  |  |  |  |  |  |  |  |  |  |  |  |
| |                                                       |  |  |  |  |  |  |  |  |  |  |  |  |  |  |  |
| | 3. Princesa Ana de Sajonia                            |  |  |  |  |  |  |  |  |  |  |  |  |  |  |  |
| |                                                       |  |  |  |  |  |  |  |  |  |  |  |  |  |  |  |
| |                                                       |  |  |  |  |  |  |  |  |  |  |  |  |  |  |  |
| | 28. Maximiliano, príncipe heredero de Thurn und Taxis |  |  |  |  |  |  |  |  |  |  |  |  |  |  |  |
| |                                                       |  |  |  |  |  |  |  |  |  |  |  |  |  |  |  |
| |                                                       |  |  |  |  |  |  |  |  |  |  |  |  |  |  |  |
| | 14. Alberto María, VIII príncipe de Thurn y Taxis     |  |  |  |  |  |  |  |  |  |  |  |  |  |  |  |
| |                                                       |  |  |  |  |  |  |  |  |  |  |  |  |  |  |  |
| |                                                       |  |  |  |  |  |  |  |  |  |  |  |  |  |  |  |
| | 29. Duquesa Elena de Baviera                          |  |  |  |  |  |  |  |  |  |  |  |  |  |  |  |
| |                                                       |  |  |  |  |  |  |  |  |  |  |  |  |  |  |  |
| |                                                       |  |  |  |  |  |  |  |  |  |  |  |  |  |  |  |
| | 7. Princesa Isabel Elena de Thurn und Taxis           |  |  |  |  |  |  |  |  |  |  |  |  |  |  |  |
| |                                                       |  |  |  |  |  |  |  |  |  |  |  |  |  |  |  |
| |                                                       |  |  |  |  |  |  |  |  |  |  |  |  |  |  |  |
| | 30. Archiduque José Carlos de Austria                 |  |  |  |  |  |  |  |  |  |  |  |  |  |  |  |
| |                                                       |  |  |  |  |  |  |  |  |  |  |  |  |  |  |  |
| |                                                       |  |  |  |  |  |  |  |  |  |  |  |  |  |  |  |
| | 15. Archiduquesa Margarita Clementina de Austria      |  |  |  |  |  |  |  |  |  |  |  |  |  |  |  |
| |                                                       |  |  |  |  |  |  |  |  |  |  |  |  |  |  |  |
| |                                                       |  |  |  |  |  |  |  |  |  |  |  |  |  |  |  |
| | 31. Princesa Clotilde de Sajonia-Coburgo-Gotha        |  |  |  |  |  |  |  |  |  |  |  |  |  |  |  |
| |                                                       |  |  |  |  |  |  |  |  |  |  |  |  |  |  |  |
| |                                                       |  |  |  |  |  |  |  |  |  |  |  |  |  |  |  |